# 拉里·芬克
勞倫斯·道格拉斯·芬克（英語：Laurence Douglas Fink，1952年11月2日—）是一名美國億萬富商。他是美國跨國投資管理公司貝萊德的共同創辦人、董事長兼執行長。貝萊德是全球最大的資金管理公司，管理的資產超過10萬億美元。2024年4月，根據《富比士》的估計，芬克的淨值為12億美元。他是世界經濟論壇的董事會成員。

## 早年生活和教育
芬克於1952年11月2日出生於加利福尼亞州洛杉磯。他是加州范奈茲一個猶太家庭的三個孩子之一。他的母親麗拉（Lila）是一名英文教授，父親弗雷德里克（Frederick）擁有一家鞋店。他於1974年獲得加州大學洛杉磯分校政治學學士學位。芬克也是Kappa Beta Phi的會員。之後，他於1976年在加州大學洛杉磯分校安德森管理學院取得房地產工商管理碩士學位。

## 職業生涯

### 1970年代至2000年
芬克於1976年在紐約的投資銀行第一波士頓開始他的職業生涯，他是第一批房貸抵押證券交易員之一，並最終管理該公司的債券部門。在第一波士頓，芬克曾是管理委員會成員、董事總經理和應稅固定收入部門的聯合主管。他還開設了金融期貨和期權部門，並主管按揭和房地產產品組。
《浮華世界》在2010年報導，芬克讓第一波士頓的資產增加了約10億美元。他在銀行一直很成功，直到1986年，由於他對利率的錯誤預測，他的部門損失了1億美元。這次經驗影響他決定成立一家公司，為客戶的資金進行投資，同時也結合全面的風險管理。
1988年，在黑石集團的公司保護傘之下，芬克與他人共同創立了貝萊德，並擔任其董事兼執行長。1994年貝萊德從黑石分拆出來時，芬克仍保留其職位，並於1998年貝萊德獨立後擔任董事長。他在公司擔任的其他職位包括董事會主席、執行委員會和領導委員會主席、企業理事會主席以及全球客戶委員會聯合主席。貝萊德於1999年上市。

### 21世紀

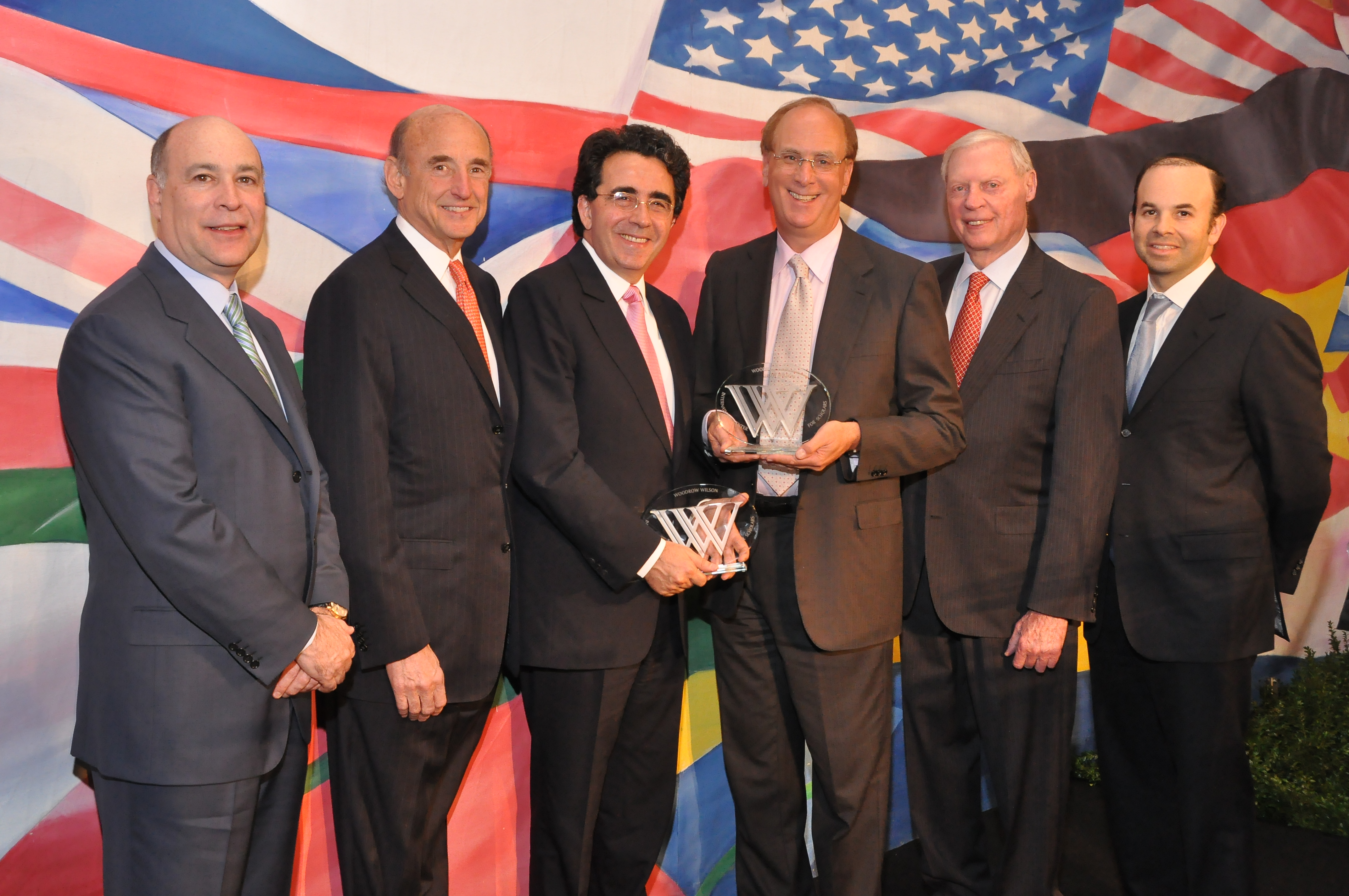
2010年4月，芬克（右三）獲頒伍德羅·威爾遜獎

2003年，芬克協助談判紐約證券交易所執行長理查德·葛拉索辭職，他因1.9億美元的薪資待遇而廣受批評。2006年，芬克領導了與美林證券投資經理的合併，使貝萊德的資產管理組合增加了一倍。同年，貝萊德斥資54億美元購入曼哈頓史岱文森鎮，成為美國史上最大的住宅房地產交易。當該專案以違約告終後，貝萊德的客戶損失慘重，包括加州退休金與退休系統，損失約5億美元。
美國政府與貝萊德簽訂合約，協助其在2007年—2008年環球金融危機後復甦。芬克與政府高官的長期關係，導致政府合約未經競標而批出時，可能產生利益衝突的問題。貝萊德的合約促成了他與歐巴馬第一任財政部長蒂莫西·F·蓋特納以及歐巴馬經濟復甦團隊其他成員的關係。2016年，芬克立志成為希拉蕊·柯林頓的財政部長。貝克來還聘請了許多前行政部門任命的人員加入公司，加強與聯邦政府的聯繫。
2009年12月，貝萊德收購了Barclays Global Investors，自此該公司成為全球最大的資金管理公司。儘管芬克擁有極大的影響力，但除了定期在CNBC上露面之外，他在公眾面前的知名度並不高。貝萊德在2010年支付芬克2,360萬美元，2021年支付3,600萬美元。到2016年，貝萊德的管理規模已達5萬億美元，在27個國家擁有12,000名員工。
2016年，芬克在紐約市獲得ABANA成就獎。該獎表彰在銀行和金融領域具有傑出領導才能，並致力於美國與中東和北非之間積極專業合作的人士。
2018年，芬克在富比士雜誌全球最具影響力人物列表上名列第28位。
在2020年嚴重特殊傳染性肺炎疫情期間，美聯儲求助貝萊德協助其購買不良證券，這與2008年的情況如出一轍。

## 社區參與
芬克是紐約大學信託委員會的成員，擔任多項主席職務，包括財務委員會主席。他是紐約大學朗格尼醫療中心理事會的共同主席，也是美國男孩女孩俱樂部的理事。芬克是羅賓漢基金會的董事會成員。Fink 於 2009 年在加州大學洛杉磯分校安德森分校創立 Lori and Laurence Fink 金融與投資中心，並擔任該中心主席。
2016年12月，芬克加入了當時的候任總統唐納·川普所召集的商業論壇，就經濟議題提供策略與政策建議。
在2018年度致執行長的公開信中，他呼籲企業在改善環境、努力改善社區以及增加工作團隊的多樣性方面發揮積極作用。這被視為最大的公共投資者之一貝萊德主動執行這些目標的證據。芬克在2019年的公開信中表示，當政府未能解決社會和政治問題時，企業及其執行長必須踏入領導真空，以解決這些問題。
2018年10月賈邁勒·卡舒吉遇害後，芬克取消了出席沙烏地阿拉伯投資會議的計劃。
芬克在其2020年度公開信中宣佈，環境永續是貝萊德未來投資決策的核心目標。在這封信中，他解釋了氣候將如何成為經濟的推動力，影響經濟的方方面面。他還在另一封信（致投資者）中透露，貝萊德將與之前涉及動力煤和其他具有較大環境風險的投資項目斷絕合作關係。
芬克也支持紐約市警察基金會。非營利組織變革之色在喬治·佛洛伊德之死及隨後的全國抗議活動後，呼籲芬克從紐約市警察基金會撤資。

## 個人生活
芬克與他的高中情人羅莉·韋德（Lori Weider）於1974年結婚。這對夫婦有三個孩子。他們的長子約書亞（Joshua）是Enso Capital的執行長，這是一家現已解散的對沖基金，芬克持有該基金的股份。
2004年，他們以370萬美元從演員史丹利·圖奇手中買下紐約州北塞倫的芬奇農場（Finch Farm），之後又在那裡買了七塊地，包括一塊從莫里斯·桑達克手中買下，以及在2019年以540萬美元從鎮副監督彼得·卡門斯坦（Peter Kamenstein）手中買下27英畝的土地。他們在曼哈頓上東區也有一間公寓，在科羅拉多州亞斯本也有一棟房子。
芬克是民主黨的終身支持者。

## 大眾觀感
芬克在2018年年度致股東信中表示，其他公司應注意其對社會的影響；然而，反戰組織對芬克的聲明感到不滿，因為他的公司貝萊德透過其美國航太與國防ETF是武器製造商的最大投資者。2018年9月，美國非營利組織Code Pink的一名激進人士在雅虎金融全市峰會的舞台上與芬克對質。

## 氣候變遷
2021年12月，貝萊德與一家沙烏地資產管理公司合作，支付155億美元，向沙烏地阿美購買燃氣管道，然後再回租給該公司。
然而，芬克在很大程度上對企業採取行動應對氣候變遷表示強烈意見，並在2022年的一封公開信中表示：「每家公司、每個產業都將因為過渡到淨零污染的世界而改變。問題是，您將領導，還是被領導？」
2022年，由於貝萊德從森林砍伐中獲利，芬克被《衛報》評為美國最「氣候惡棍」之一。

## 榮譽
- 美國成就學院（英语：Academy of Achievement）金碟獎（2007年）[52][53]
- 良知感召力獎（2015年）[54]
- 美洲協會金牌獎（2015年）[55]
- 加州大學洛杉磯分校獎章（2016年）[56]
- 嘉信理財創新獎（2019年）[57]

## 外部連結
- Membership 的存檔，存档日期2021-09-22. at Trilateral Commission
- Board of Trustees （页面存档备份，存于） at World Economic Forum
- Board of Directors Archive.today的存檔，存档日期2021-06-02 at Council on Foreign Relations
- Lori and Laurence Fink Center for Finance & Investments （页面存档备份，存于）
- C-SPAN內的頁面（英文）